# Atlasbergen
Atlasbergen (arabiska: جبال الأطلس) är en bergskedja i norra Afrika som sträcker sig cirka 2.400 kilometer genom Marocko, Algeriet och Tunisien. Bergens högsta topp är Jbel Toubkal i sydvästra Marocko, 4.167 meter över havet. Atlasbergen skiljer Nordafrikas medelhavs- och atlantkuster från Saharaöknen. Befolkningen består mestadels av berber. Ordet för 'berg' i vissa berberspråk är adrar och adras, ord som tros vara besläktade med Atlas.

## Utsträckning
Atlasbergens olika delar täcker stora delar av Marocko, Algeriet och Tunisien längs en sträcka av 2.200 kilometer. Bredden håller sig till omkring 300 kilometer.
Här ingår dock inte bergen i nordligaste Marocko – Rifbergen, ibland oegentligt kallade Rifatlas. Rifbergen ingår istället i veckningssystemet Gibraltarbågen, som fortsätter över Gibraltar sund och in i södra Spanien.

### Olika bergskedjor
Atlasbergen består av flera kedjor:
- Höga Atlas (Marocko), Atlasbergens högsta partier, högsta topp Jbel Toubkal 4.167 meter över havet. Bergskedjan består mestadels av andesit och andra vulkaniska bergarter från jura och bär spår av nedisningsperioder.[4]
- Mellanatlas (Marocko)
- Tellatlas – låga berg som löper längs Algeriets medelhavskust, högsta punkten är Djurdjurabergen i Kabylien, 2.308 meter över havet.[4]
- Sahara-Atlas – höga berg som löper längre söderut, främst i Algeriet. Bergskedjan består mestadels av sandsten och kalksten från mesozoisk och tertiär tid. Högsta punkt Djebel Aurés, 2.328 meter över havet.[4]
- Aurèsbergen i gränsområdet mellan Algeriet och Tunisien utgör Atlasbergens östligaste del.
- Anti-Atlas (Marocko), består mestadels av kvartsit och skifferlager, högsta punkt 2.376 meter över havet.[4] Denna kedja är äldre än resten av Atlasbergen, och räknas geologiskt inte alltid till dessa.

## Namngivning
Bergen har troligen fått sitt namn från berberspråkets adrar som betyder berg, men enligt legenden skall den i grekiska mytologin förekommande titanen Atlas ha givit bergskedjan sitt namn.

## Externa länkar

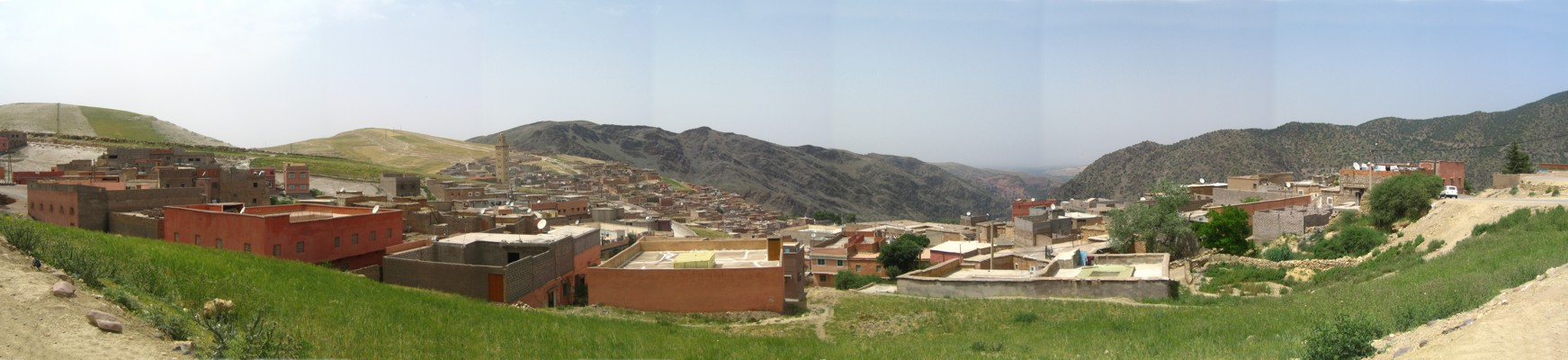
Berberby i Höga Atlas i västra Marocko.